# Marco Crimi
Marco Crimi, född 17 mars 1990, är en italiensk fotbollsspelare som spelar för Latina, på lån från Grosseto.